# Аксельссон Чильблум, Лина
Лина Марьятта Аксельссон Чильблум (швед. Lina Marjatta Axelsson Kihlblom, урождённая Аксельссон; род. 24 июня 1970, Чёпинг, Вестманланд) — шведский политический и государственный деятель. Член Социал-демократической рабочей партии. В прошлом — министр по делам школ Швеции (2021—2022). Первый в истории Швеции трансгендерный человек на министерском посту.

## Биография
Родилась 24 июня 1970 года в Кёпинге в лене Вестманланд.
Несмотря на дислексию, получила степень бакалавра права на юридическом факультете Уппсальского университета в 1998 году, а также посещала курсы школьного руководства в Стокгольмском университете и курсы школьного руководства в Rektorsakademien в Стокгольме. В 1991—1992 годах изучала испанский язык в Уппсальском университете, в 1996—1997 годах — французский язык в Страсбургском университете.
В конце 1990-х годов прошла хирургическую коррекцию пола. Об этом рассказала в дебютной книге Kommer du tycka om mig nu?, опубликованной в 2015 году.
В 2008—2011 годах — директор начальной школы в районе Энскеде в Стокгольме, в 2011—2014 годах — директор начальной школы в районе Ронна в Сёдертелье, в 2014—2015 годах — директор начальной школы в Нючёпинге в лене Сёдерманланд, в 2015—2018 годах — директор начальной школы в коммуне Ханинге в лене Стокгольм. В 2018 году возглавила Управление по делам детей и образования в администрации коммуны Нюнесхамн в лене Стокгольм. В 2021 году — заместитель главы по административной работе коммуны Нюнесхамн.
Стала героиней документального сериала Rektorn, снятого медиакомпанией Utbildningsradion (UR), где заявила о себе тем, что за три года сумела обратить вспять плохие результаты школы в районе Ронна в Сёдертелье и значительно улучшить успеваемость учащихся (с 55 до 75 %). Сериал является продолжением одноимённого сериала, показанного по телеканалу SVT в 2011 году. Сериал был показан на UR в сентябре 2015 года и принёс ей известность. Дала интервью журналистке Анне Хеденмо в программе Min sanning, показанной на канале SVT2 28 февраля 2016 года.
С 2015 по 2017 год была членом Школьной комиссии при Министерстве образования.
В 2016 году избрана председателем шведской некоммерческой организации Mind (бывшая Шведская ассоциация психического здоровья).
30 ноября 2021 года получила пост министра по делам школ в Министерстве образования Швеции в правительстве  под руководством премьер-министры Магдалены Андерссон. Отвечала в правительстве за дошкольное, начальное и среднее школьное образование. Стала первым в истории Швеции трансгендерным человеком на министерском посту. При этом решила не баллотироваться в парламент на выборах 2022 года и оставила политическую карьеру с приходом к власти правительства Ульфа Кристерссона.
В мае 2023 года вступила в должность главы управления по делам детей и образования коммуны Эскильстуна.

## Личная жизнь
Живёт в коммуне Худдинге.
В 2008—2013 годах была замужем за Рогером Чильблумом (Roger Kihlblom). Имеет двух приёмных детей 2007 и 2008 годов рождения.

## Публикации
- 2015 — Kommer du tycka om mig nu? — En berättelse om identitet (Gothia Fortbildning)
- 2016 — Våga leda skolan — med sikte på framtiden (Gothia Fortbildning)
- 2019 — Ingen vet egentligen vem jag är (Tallbergs Förlag)